# Pedro Pimentel Zayas
 Pedro Pimentel Zayas  (1893 - Madrid, 6 de junio de 1963), fue un militar español que intervino en la Segunda Guerra Mundial como Jefe del 262.º Regimiento de la División Azul, alcanzando posteriormente los grados de Capitán General de la IX Región Militar y de Teniente General siendo Director del Museo del Ejército.

## Biografía
Ingresa en la Academia de infantería de Toledo en el año 1909, para posteriormente ser destinado al protectorado español de Marruecos, donde combate en la guerra del Rif. En noviembre de 1921 es destinado con vacante de Capitán al Tercio de Extranjeros, y el 18 de junio de 1922 se distingue en el combate de Draa-el Asef, siendo reseñado por Millan Astray en su libro, por destacar en combate al mando de su compañía. Una vez terminada la contienda africana, en febrero de 1928 es nombrado profesor de la Academia General Militar de Zaragoza, coincidiendo con que ese año se inauguraba con su primer curso.

### Guerra Civil
El 12 de julio de 1936 participa en unas maniobras militares en el Llano Amarillo al mando de su VI Bandera, desplazándose posteriormente a su guarnición de Xauen, donde se encuentra el 17 de julio y allí participa en el Golpe de Estado que desemboca en la guerra civil española. El 5 de agosto se traslada al aeródromo de Tetuán para embarcar su Tercio en el puente aéreo que se ha organizado hacia la Península. Hasta el 8 de septiembre la VI Bandera actúa en el sector granadino, siendo entonces trasladada a Talavera de la Reina por ferrocarril para participar en las operaciones de avance sobre Madrid, formando parte de la columna del teniente coronel Delgado Serrano. Participa en los combates para la liberación del Alcázar de Toledo, y posteriormente en Madrid, tomando en noviembre los objetivos de la Columna Barrón en la Ciudad Universitaria.
En noviembre de 1937, recibe el mando de un Regimiento con el que actúa de forma destacada durante la ocupación de la Cuesta de las Perdices. En octubre de 1937, siendo ya teniente coronel, se le habilita para ejercer el empleo inmediato superior y mandar una Brigada. En 1938 ya se encuentra al mando de la 17.ª División del Ejército franquista, unidad que cubre el frente del Jarama.

### Segunda Guerra Mundial

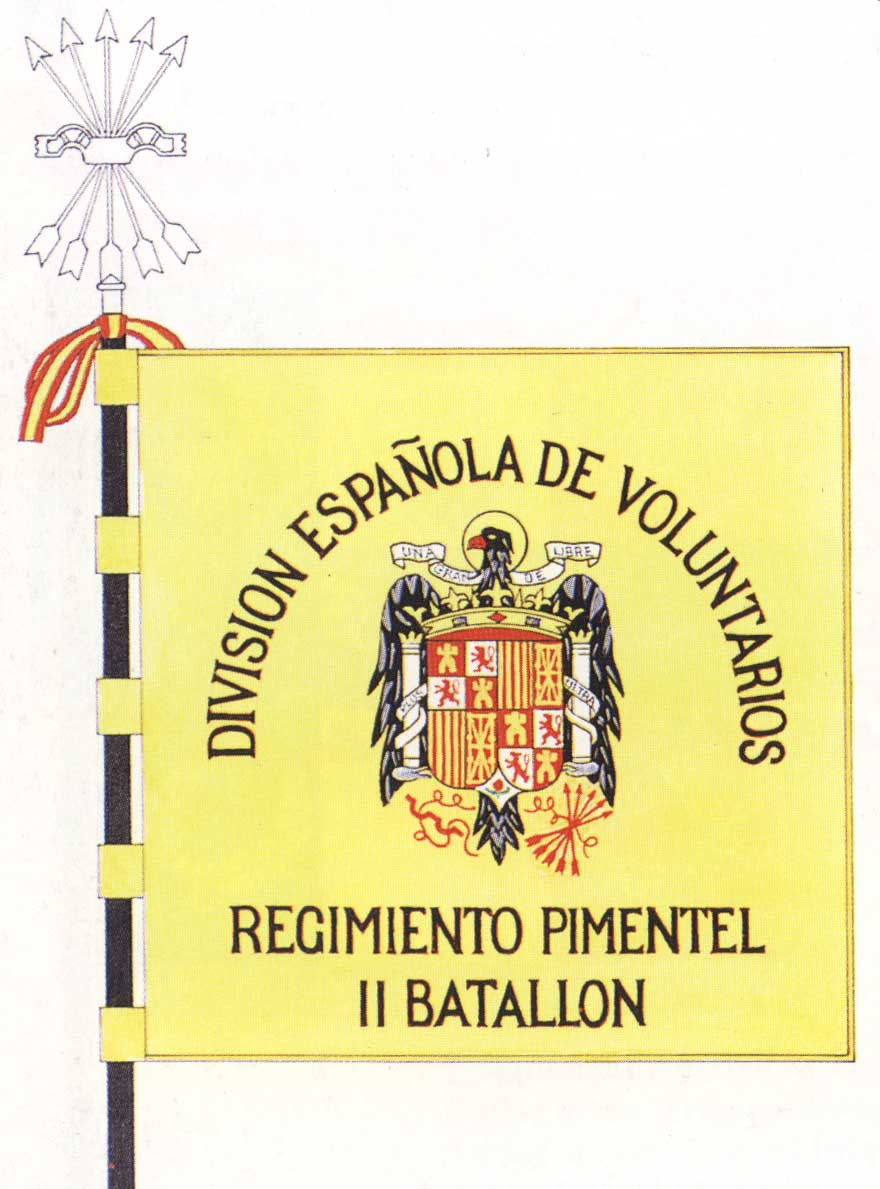
Enseña del 2.º Batallón del Regimiento Pimentel

Cuando el 22 de junio de 1941 se produjo la Invasión alemana de la Unión Soviética, en la España franquista se organizó inmediatamente una unidad de voluntarios (la rápidamente conocida como División Azul) que partiese al Frente oriental para apoyar la ofensiva alemana. Hacia el 16 de julio los primeros oficiales y reclutas llegan al Campamento de Grafenwöhr; Pimentel es el segundo en antigüedad, después de Rodrigo, correspondiéndole el mando del 262.º Regimiento de la División Azul, mando que ejerce desde el 1 de agosto de 1941 al 9 de mayo de 1942.
Con su 262.º Regimiento y el Grupo de Reconocimiento n.º 250, Pimentel releva a la 18.ª División Motorizada alemana, y cubre el sector Sur de la División, desde la desembocadura del río Veriazha en el Lago Ilmen, hasta Grigorovo; Pimentel monta su Puesto de mando en la Plaza Stalin del Kremlin de Nóvgorod. En marzo de 1942 será condecorado con la Cruz de Hierro. Relevado por el Coronel Sagrado, el 11 de mayo de 1942 embarca en tren en Grigorovo al mando del primer Batallón de Retorno, llegando a Madrid el 25 de mayo.

### Dictadura franquista
De vuelta en España, continuará su carrera militar:
- En octubre de 1943 es ascendido General de Brigada, y Jefe de la Infantería divisionaria de la 62.ª División;
- General de División, agosto de 1949, quedando a las órdenes del Ministro del Ejército;
- En enero de 1950, nombrado Comandante en jefe de la 71.ª División;
- En octubre de 1953, queda como Subdirector y Jefe de Estudios de la Escuela Superior del Ejército de Madrid;
- En junio de 1955 es nombrado Capitán General de la IX Región Militar (Granada) y también Comandante en jefe de la 23.ª División;
- En julio de 1956 es ascendido a Teniente General y se le nombra Presidente del Consejo Supremo de Justicia Militar;
- Desde abril de 1962 hasta su fallecimiento fue nombrado director del Museo del Ejército;

Por su cargo de presidente del Consejo Supremo de Justicia Militar fue nombrado procurador en Cortes desde el 2 de octubre de 1956
en la IV Legislatura de las Cortes Españolas (1952-1955) hasta el 16 de marzo de 1960, en la V Legislatura de las Cortes Españolas.

## Condecoraciones
Al cumplirse el XX aniversario del levantamiento militar del 18 de julio de 1936, le fue otorgada la gran cruz de la Orden de Cisneros, al mérito político.